# Companhia de Carris de Ferro da Cidade à Boa-Vista na Tijuca
A Companhia de Carris de Ferro da Cidade à Boa-Vista na Tijuca foi uma empresa de transportes públicos no Rio de Janeiro.

## História
Foi uma das duas companhias que obtiveram concessão para a exploração desse tipo de serviço por Decreto do Imperador Pedro II do Brasil em 1856, vindo a constituir-se na primeira a operá-lo na América do Sul.
O serviço seria executado por trens que correriam por trilhos de ferro (carris), puxados por burros ou mulas.
A linha foi concedida a um inglês, o Dr. Thomas Cochrane, médico homeopata e sogro do romancista José de Alencar. Estendia-se do centro da cidade, à altura da atual praça Tiradentes, até ao Alto da Boa Vista, na Tijuca. A sua construção desenvolveu-se por etapas. Quando da inauguração do primeiro trecho, com a presença do Imperador, este cobria já dois terços do percurso. A viagem inaugural demorou mais tempo do que o previsto, uma vez que a população, curiosa, atrapalhava a sua movimentação sobre os trilhos, apesar dos insistentes e vigorosos apitos do cocheiro que a conduzia.
Recorde-se que a região da Tijuca, à época, era marcada por vastas propriedades rurais, vindo a ser caracterizada como zuna urbana da cidade apenas em 1870, para o que o contribuiu em grande parte este novo serviço de transportes. As famílias passaram a freqüentar a
Tijuca para aproveitar as suas belezas naturais e o seu bom ar.
Embora a via fosse técnicamente bem construída, a companhia possuía apenas dois carros, apelidados à época de "carros da Tijuca" ou "Muxambombas", nome de um engenho de açúcar na região, à época.
Após três anos operando a linha com tração animal, estes foram substituídos por pequenas locomotivas a vapor, causando o aumento do custo das passagens e culminando com a falência da empresa em 1866.